# Roederiodes montenegrinus
Roederiodes montenegrinus är en tvåvingeart som beskrevs av Wagner och Horvat 1993. Roederiodes montenegrinus ingår i släktet Roederiodes och familjen dansflugor. Inga underarter finns listade i Catalogue of Life.